# Grad Trausnitz
Trausnitz je grad na hribu nad starim delom mesta spodnjebavarskega glavnega mesta Landshut. Skupaj z nekdanjim okrožjem je bil leta 1928 vključen v Landshut.

## Lega
Grad ostrog ali grad na hribu je v središču spodnjebavarskega višavja na nadmorski višini okoli 500 metrov, na najvišji točki strmega pobočja Hofberg. Vršna planota leži neposredno nad mestom Landshut in reko Isar v predelu Berg. Grad je obdan z gozdom, vzhodno od gradu je dvorišče z vrtom (Hofgarten). Ta park je bil do leta 1837 zaprt, nato pa predan prebivalstvu Landshuta kot javni park. Sosednji severovzhodni knežji vrt sta v klasicističnem slogu leta 1784 prenovila Friedrich Ludwig von Sckell in njegov brat Matthias.

## Zgodovina

### Prazgodovina
Med izkopavanji so od novembra 2001 do aprila 2002 odkrili dve starejši utrdbi. Prav tako so našli tudi nekaj keramike, verjetno iz kulture žarnih grobišč. Zato domnevajo, da je prva fortifikacija nastala že v prazgodovini. Najdbe keramičnih črepinj iz 9. do 10. stoletja so z drugega gradu iz zgodnjega srednjega veka. Verjetno so bile zgradbe iz lesa, ni pa mogoče izključiti kamnite utrdbe. 

### Ustanovitev
Del današnjega gradu je bil zgrajen, preden je bilo ustanovljeno mesto Landshut. Okoli leta 1150 se je omenjal kot Landeshuata (Landeshut = klobuk in zaščita dežele). To je bil lesen stolp iz 12. stoletja in je pozneje dal ime novoustanovljenemu mestu.
Današnji grad datira s svojimi najstarejšimi deli v leto 1204, ko je bavarski vojvoda Ludvik I. ustanovil mesto Landshut. Točno leto ustanovitve gradu je zaradi analov opata Hermanna  Niederaltaicha znano in je navedeno v latinščini: Lvdwicus dux Bawariae castrum et oppidum v Lantshvt construere cepit (bavarski vojvoda Ludwig I. je začel grad in mesto graditi v Landshutu). Do leta 1227 je bila na gradu rojena Elizabeta Bavarska, hči Otona II., ki je postala kraljica Svetega rimskega cesarstva, Sicilije in v Jeruzalemu. Leta 1235 je bil grad v glavnem končan, ko je bil cesar Friderik II. gost v Landshutu. V tem obdobju je grad postal središče cesarske politike in staufovske kulture. Med drugimi so bili gostje na gradu potujoči pevci, kot sta Tannhäuser in Walther von der Vogelweide. Opremo in skulpture je posebej prinesel kipar iz Strasbourga. Vojvoda Ludvik in njegov sin Oto II. sta bila prva bavarska kanclerja.  

### Razcvet
V 15. stoletju sta bogata vojvoda Bavarske - Landshuta Ludvik IX. in Georg razširila grad. Povečala sta obzidje in zgradila novo viteško dvorano in stražne stolpe.
V 16. stoletju je bil grad Landeshuata preimenovan v grad Trausnitz (Trau nitz =  tebe ne) in je bil od leta 1503 skoraj neprekinjeno sedež vojvod spodnjebavarskih Wittelsbachov. Od leta 1516 je vojvoda Ludvik X. grad obnovil v renesančno palačo, a se je zelo malo ohranilo. Na podlagi modela iz leta 1572 je lahko mizar Jakob Sandtner iz Straubinga izdeloval za Albrehta V., ki je na gradu živel z ženo Ano, zunanje dvorišče, tesno obdano s kmečkimi poslopji, od katerih sta danes ostala samo hlev in vinska klet. Do leta 1573 je Hans Donauer starejši delal freske v veliki dvorani.
Še en kulturni razcvet je grad doživel pod Viljemom V., ko so bili tu med 1568 do 1579 številni znani glasbeniki, umetniki in komiki. Leta 1573 je bila na gradu zgrajena prva bavarska pivovarna in do 1590 je varila temno pivo, vendar je bila že 27. septembra 1589 zgrajena pivovarna Münchner Hofbrauhaus za dobavo piva na Wittelsbachov dvor in za njegovo osebje. Med letoma 1568 in 1578 je Friedrich Sustris za vojvodo Viljema V. spremenil grad in zgradil trinadstropne dvoriščne arkade. Tedanja gradnja, zidana v slogu florentinskega manierizma, je bila zelo uničena v požaru leta 1961.

### Moderna doba
Med tridesetletno vojno so  22. julija 1634 mesto Landshut in grad oblegali Švedi. V vzhodnem delu je bila v grajskem zidu velika vrzel, skozi katero so Švedi imeli dostop v grad. Po tem prostoru in dogodku se imenuje Švedska vrata. 
Od leta 1675 do 1679 je volilni knez Ferdinand Maria razširil poslikave, ki pa so uničene.
V 18. stoletju so prostori gradu izražali baročni okus volilnega kneza. V nadaljevanju se je Trausnitz uporabljal kot vojašnica in zapor za aristokrate. Od leta 1762 je bila v njem tekstilna manufaktura, od takrat pa volilna registratura. 
V začetku 19. stoletja sta bili v gradu znova vojašnica in bolnišnica, dokler ob koncu leta 1831 ni bila zgrajena bolnišnica za kolero. Kralj Ludvik II. je od leta 1869 do leta 1873 pustil v drugem nadstropju čudovite neorenesančne sobe.  Inventar je ustvaril Anton Possenbacher. Joseph Knabl je za Georgskapelle izdelal kip Marije z otrokom Jezusom kot patronom Bavarske in spredaj klečečim kraljem Ludvikom II. kot veliki priorjem reda svetega Jurija.
18. novembra 1901 je v gradu umrl Joseph Edmund Jörg, bavarski politik, zgodovinar, publicist in arhivist, ki je vse svoje življenje vodil delo v imenu Ludvika II., upravljal je spodnjebavarski državni arhiv in ga uredil. Pozneje so ga imenovali puščavnik s Trausnitza. Od leta 1924 je bil za obnovo gradu odgovoren Rudolf Esterer, bil je glavni arhitekt bavarske uprave palač v državni lasti, vrtov in jezer. Grad je do leta 1928 pripadal občini Berg ob Landshut, nato pa je bil vključen v Landshut. Ime dela občine je bilo uradno odpravljeno leta 1961 (resolucija Vlade Spodnje Bavarske z dne 28. marca 1961 – št. II/4 – 4055 L 1). Leta 2009 je grad obiskalo 62.400 ljudi.

## Zasnova
Na jugozahodnem robu gore je glavni grad. Glavno zgradbo so sestavljali tako imenovan Pfaffenstöckl in vrata z dvojnim stolpom, ki so bila pozneje strukturno spremenjena, hiša grajskega oskrbnika, bergfrid, imenovan Wittelsbachov stolp, nekdanja palas, italijanski prizidek, kapela, Dürnitzbau, damsko nadstropje, ki je bilo razmejeno. Na jugu in jugozahodu je cvinger s stolpi. Zunanja podgradnja s hlevi in kletmi je proti vzhodu. Na jugovzhodu podgradnje je Torzwinger, ki je prej imel štiri grajska vrata.
Srednjeveške utrdbe so večinoma ohranjene. Najstarejši del glavnega gradu je iz obdobja 1204 do 1230/40 in je bil zgrajen v slogu tako imenovane cistercijanske gotike. Stavbe tega obdobja imajo obzidje, bergfrid, palas, poznoromansko kapelo svetega Jurija, ki je eden najpomembnejših primerov kiparstva 13. stoletja na Bavarskem, 245 km², in dvoladijsko staro viteško dvorano in vrata z dvojnimi stolpi, vse je bilo pozneje večkrat preoblikovano.
V 15. stoletju sta bili mala viteška dvorana in stara viteška dvorana, ki je bila v dveh nadstropjih, spremenjeni v Belo dvorano, a verjetno nikoli ni bila končana, ker manjkajo običajne freske. Med letoma 1456 in 1458 je bila zgrajena tudi zunanja utrdba. Leta 1494 je grad dobil novo ječo.
Pod vojvodom Ludvikom X. so med letoma 1516 in 1545 celovito prenovili notranjo opremo.
Leta 1575 je Trausnitz obnovil princ Viljem v italijanskem renesančnem slogu, za fasade galerijskega nadstropja dvorišča z loki širokega razpona in zidanimi odprtinami so dosledno uporabljali strukture z ravnimi pilastri. Za oblikovanje in izvedbo naročila je Viljem V. poklical nemško-nizozemskega slikarja Friedricha Sustrisa, ki je prej delal v Augsburgu za Fuggerje in se je izobraževal na dvoru velikega vojvode Toskane v Firencah.
Sustris je pustil viteško dvorano s trinadstropno fasado in ustvaril odprte galerije v zgornjih nadstropjih, to zasnovo je obdržal tudi pri novogradnji prinčeve palače, krajšem krilu gradu, ki je na jugu. Med fasadama je na dvorišču zgradil stopnišče, ki ima prav tako arkade. Na zahodni strani prinčeve palače je bil zgrajen tako imenovan italijanski prizidek, stopnice in kabinet v vsakem nadstropju s kasetiranim in pobarvanim obokom v slogu italijanske renesanse. Stopniščne stene, ki se vijačno raztezajo ob stopnišču, je poslikal Alessandro Scalzi (Padovanski) po zamisli  Friedricha Sustrisa med letoma 1575 in 1579 v fresko tehniki, okrašene so s figurami v naravni velikosti iz commedie dell'arte, komične podobe norcev na stopnišču. 
Leta 1493 je Soller dodal svojo obliko arkadam z okroglimi loki. Strop je okrašen z ornamenti v obliki rozet, na vzhodni strani je zgrajen majhen stopniščni stolp in na južni strani glasbeni paviljon.
Med tridesetletno vojno so zaradi napadov Švedov na Landshut in grad okrepili zunanje stene in utrdbe. Med zavzetjem gradu 22. julija 1634 je bila večina kmečkih poslopij v podgradju tako poškodovana, da jih je bilo treba porušiti, a so jih pozneje obnovili. Danes je namesto teh zgradb tu Švedski travnik.
21. oktobra 1961 je palača pogorela. Ogenj je poškodoval skoraj vse freske, pohištvo in okrasje palače ter čudovite prostore kralja Ludvika II. Ohranili so se stopnišče norcev, italijanski prizidek in kapele. V obnovljeni palači gradu je bil do leta 2016 državni arhiv Landshuta.
Konec leta 2011 je bilo stanovanje Ludvika II. delno obnovljeno z originalnim pohištvom, ki je bilo do tedaj v skladišču v Herrenchiemsee, opremljeno in odprto za javnost. 
Iz starega mestnega jedra do zunanjega dvorišča vodijo tako imenovane Prinčeve stopnice (Fürstentreppe), znane kot 'volovski klavir' (Ochsenklavier). To je pot iz opeke s kamnitimi prečkami, ki je bila zgrajena tako zato, da so lahko šli konji na goro. .
V obnovljenem damskem nadstropju je od septembra 2004 nov del Bavarskega narodnega muzeja (Bayerisches Nationalmuseum) Wunderkammer Burg Trausnitz. V rekonstruirani obliki je prikazana zbirka vojvode Albrehta V., ki je bila prvotno v Münchnu  v drugem nadstropju stavbe Marstall in so jo uporabljali v glavnem za reprezentančne namene.

## Film
Leta 1953 je bil v gradu posnet pravljični film Die goldene Gans (Zlate gosi). V njem so vidne nepremičnine še pred delnim uničenjem zaradi požara. Del štiridelnega televizijskega filma Wallenstein iz leta 1978 se tudi dogaja v gradu Trausnitz. Leta 2008 so na gradu snemali film 1 ½  Ritter – Auf der Suche nach der hinreißenden Herzelinde(1 ½ vitezov – iskanje ugrabljene princese Herzelinde). 